# Диана (имя)
Диа́на (от лат. Diāna, которое от Dīvāna — «хотящая») — женское личное имя, образованное от имени богини Дианы, которая в древнеримской мифологии считалась богиней Луны, охоты, перепутий (в древнегреческой мифологии Диане соответствовала Артемида). Имя в честь богини Дианы родственно другим именам в честь Дианы и Артемиды — Агнесса, Инесса, Инес, Синтия.
В персидском языке оно означает «посланница здоровья и благодеяния».
В США имя «Диана» с 1930 года неизменно входит в число 200 самых популярных женских имён. Это было 107-е самое популярное имя для новорождённых девочек, родившихся в США в 2007 году и 96-е в переписи 1990 года.
На территории Украины это имя вошло в десятку самых популярных имён для новорождённых девочек, родившихся в 2008 году.
Имени «Диана» нет в православном календаре.

## Именины
- Католические[6]: 9 июня, изредка — 13 августа (по имени Анна)
- Православные: см. именины имен Анна или Дария